# Động đất Khait 1949
Động đất Khait (Hoit) 1949 diễn ra vào lúc 09:45 giờ địa phương (03:53 UTC) ngày 10 tháng 7 tại khu vực tỉnh Gharm của Tajikistan. Động đất có cường độ 7,5 và kéo theo một loạt trận lở đất khiến tổng cộng 7.200 người thiệt mạng.

## Môi trường kiến tạo
Động đất diễn ra trong một khu vực phức tạp về kiến tạo tại rìa nam của Thiên Sơn. Bờ nam của Thiên Sơn có đặc trưng là kết hợp của đứt gãy trượt bằng bên phải và đứt đoạn nghịch hướng nam lên Bồn địa Tajik đến phía nam dọc theo đới đứt đoạn Gissar-Kokshaal. Đồng thời, Bồn địa Tajik bị thu hẹp do va chạm xiên với dãy núi Pamir, tạo thành một loạt đứt đoạn nghịch hướng tây nam-đông bắc, trận động đất được cho là có nguyên nhân từ chuyển động của đứt đoạn nghịch Vakhsh trong số đó.

## Thiệt hại
Trong khu vực cảm nhận tối đa cường độ (>IX), hầu hết kishlak (khu làng) bị phá hủy hoàn toàn. Hầu hết thương vong là do các trận lở đất bắt nguồn từ động đất. Thị trấn Khait (nay viết là Hoit (tiếng Tajik: Ҳоит)) và làng Khisorak hầu như hoàn toàn bị phá hủy do trận lở đất Khait. Một số kishlak trong thung lũng sông Yasman bị chôn vùi trong lớp hoàng thổ trượt xuôi xuống toàn thung lũng. Các kishlak khác bị phá hủy do lũ bùn hoàng thổ tại hạ du thung lũng sông Obi-Kabud và bờ bắc của thung lũng sông Surkhob. Theo công bố, ước tính số tử vong dao động từ 5.000 đến 28.000. Một nghiên cứu gần đây hơn, dựa trên quy mô các khu dân cư chịu tác động và mật độ dân số thích hợp, đưa ra ước tính 7.200 trong đó khoảng 800 là do lở đất Khait và 4.000 do lũ bùn thung lũng Yasman.

## Đặc điểm

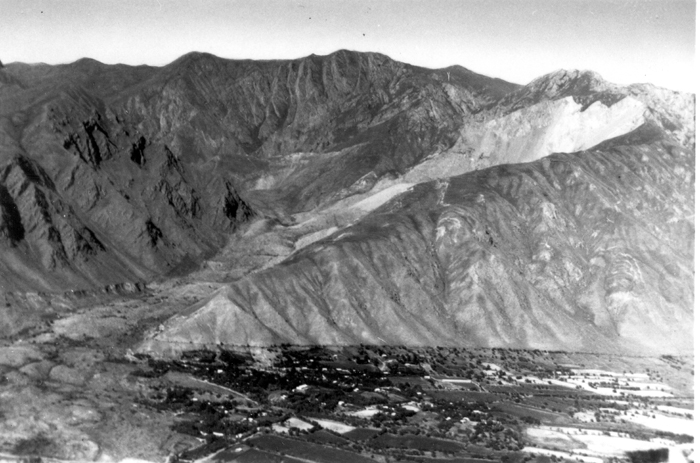
Quang cảnh trận lở đất Khait cho thấy vết sẹo trên núi Chokrak và lở đất chôn vùi làng Khait

### Động đất
Trước chấn động chính là hai tiền chấn (M5.1 và M5.6) vào ngày 8 tháng 7, chỉ cách 12 phút. Chấn động chính có cường độ 7,4 tính theo 'cường độ thống nhất' theo 'Phương pháp Liên Xô'. Cường độ được tính lại là 7,5 trên thang độ lớn mô men trong mục lục ISC-GEM phát hành năm 2013.

### Lở đất
Hầu hết các trận lở dất bắt nguồn từ động đất là lũ bùn hoàng thổ, lớp hoàng thổ không vững chắc bị vỡ và chảy đi. Thung lũng Yasman nằm gần như hoàn toàn trong khu vực chịu cường độ lớn nhất, một lượng lớn các cơn lũ bùn như vậy hợp lại trong các thung lũng phụ lưu rồi tạo thành một cơn lũ bùn lớn đi theo chiều dài của sông. Khu vực bị lũ bùn thung lũng Yasman bao trùm rộng khoảng 24,4 km², tổng thể tích là 245 triệu m³. Lở đất Khait bắt đầu bằng lở đá song hoàng thổ dần bị cuốn theo. Lở đá ban đầu là do một phần sườn tây của núi Chokrak bị nứt. Lở đất trở nên lưu động hơn khi nó bắt đầu cuốn theo hoàng thổ và tiến đến sông Obi-Kabud, tại đây nó đi qua bãi bồi và vượt qua một thềm cao 25 m ở bờ tây. Ước tính thể tích trận lở đất này là khoảng 75 triệu m³. Nó đi với vận tốc ước tính là 40 m/s.